# Elias I de Jerusalém
Elias I de Jerusalém foi o patriarca de Jerusalém de 494 até a sua deposição pelo imperador bizantino Anastácio I Dicoro (r. 491–518) em 516 por seu apoio aos decretos do Concílio de Calcedônia. Ele se opôs aos monofisistas no Sínodo de Sídon convocado em 512, juntamente com Flaviano II de Antioquia. 

## Vida
Elias foi o primeiro patriarca de origem árabe. Assim como o seu predecessor, Salustiano, teve que lutar contra os monges monofisistas em sua diocese. Um dos mais ativos dentre eles era um tal Severo, um monge da Pisídia que passara algum tempo num mosteiro palestino. Ele, aproveitando-se do apoio do imperador Anastácio I Dicoro (r. 491–518), conseguiu depor e banir o patriarca antioqueno Flaviano II e se proclamou patriarca.
Severo tentou fazer com que Elias o reconhecesse, sem sucesso. Em 516, Severo de Antioquia conseguiu que o imperador depusesse Elias e o exilasse para Aila, uma cidade às margens do Mar Vermelho. Elias jamais conseguiu retornar a Jerusalém e morreu no exílio em 518.